# In der Fremde (Tschechow)

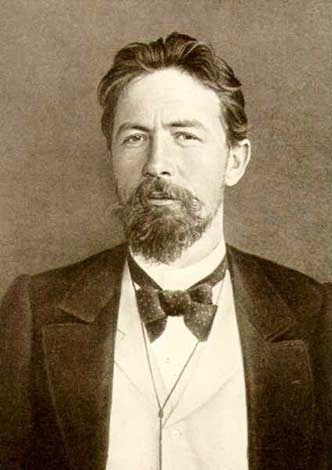
Anton Tschechow

In der Fremde (russisch На чужбине, Na tschuschbine) ist eine Kurzgeschichte des russischen Schriftstellers Anton Tschechow, die am 12. Oktober 1885 in dem Wochenblatt Oskolki erschien. Erst nach Änderungen passierte die Geschichte im zweiten Anlauf die Zensur. In einem Brief vom 25. Mai 1903 an Tschechow habe Tolstoi die kleine Erzählung als eine der besten des Autors bezeichnet. Zu Lebzeiten Anton Tschechows wurde der Text ins Bulgarische, Deutsche, Französische, Polnische, Rumänische, Serbokroatische, Tschechische und Ungarische übersetzt.

## Inhalt
Russland zu Anfang der 1880er Jahre: Der duldsam-sanfte Monsieur Alphonse Champougne war Erzieher der Kinder des Gutsbesitzers Kamyschew gewesen. Nun, da diese Kinder längst erwachsen sind, hat der Franzose einen seltsamen Job. Er muss sich bei Tisch die Tiraden des Russen anhören. Kamyschews diesbezügliche verbale Entgleisungen richten sich zumeist gegen die Landsleute des ehemaligen Hauslehrers. Zum Beispiel sei es mit der Moral französischer Eheleute – ganz im Gegensatz zu den russischen – nicht weit her. „Man muß den Deutschen dankbar sein, daß sie euch besiegt haben“, steigert sich Kamyschew. Als der Hausherr seinen „Gesprächspartner“ einen Vaterlandsverräter schimpft, der einmal Napoleon und andermal Gambetta verehre, ist eine Grenze überschritten. Champougne verlässt das Speisezimmer, geht auf sein Zimmer und packt den Koffer.
Während der nächsten Mahlzeit fehlt Kamyschew der geeignete Gesprächspartner. So sucht er den immer noch kofferpackenden Franzosen in dessen Zimmer auf und bedeutet ihm zu bleiben. Champougne, zutiefst gekränkt, kann diesmal jedoch nicht verzeihen.
Dann muss der Franzose doch bleiben, denn Kamyschew kann dessen Pass in seinem Papierkram nicht mehr auffinden. Ohne Pass kommt man in Russland nicht weiter als ein paar Werst. Anton Tschechow schreibt, „auf diese Art nehmen Champougnes Leiden kein Ende.“

## Verfilmung
- 1998, Russland, VID-TV[4] und Tschechow-Kunsttheater Moskau: Tschechow und Company[5], Staffel 6 (russisch) von Sinowi Roisman[6], Dmitri Brusnikin[7] und Alexander Feklistow mit Oleg Jefremow als Gutsbesitzer Kamyschew und Uiljam Rousi[8] als Monsieur Alphonse Champougne.

## Verwendete Ausgabe
- Gerhard Dick (Hrsg.), Wolf Düwel (Hrsg.): Anton Tschechow: Gesammelte Werke in Einzelbänden: In der Fremde. S. 403–407 in: Gerhard Dick (Hrsg.): Anton Tschechow: Vom Regen in die Traufe. Kurzgeschichten. Aus dem Russischen übersetzt von Ada Knipper und Gerhard Dick. Mit einem Vorwort von Wolf Düwel. 630 Seiten. Rütten & Loening, Berlin 1964 (1. Aufl.)[9]